# Trutz Hardo

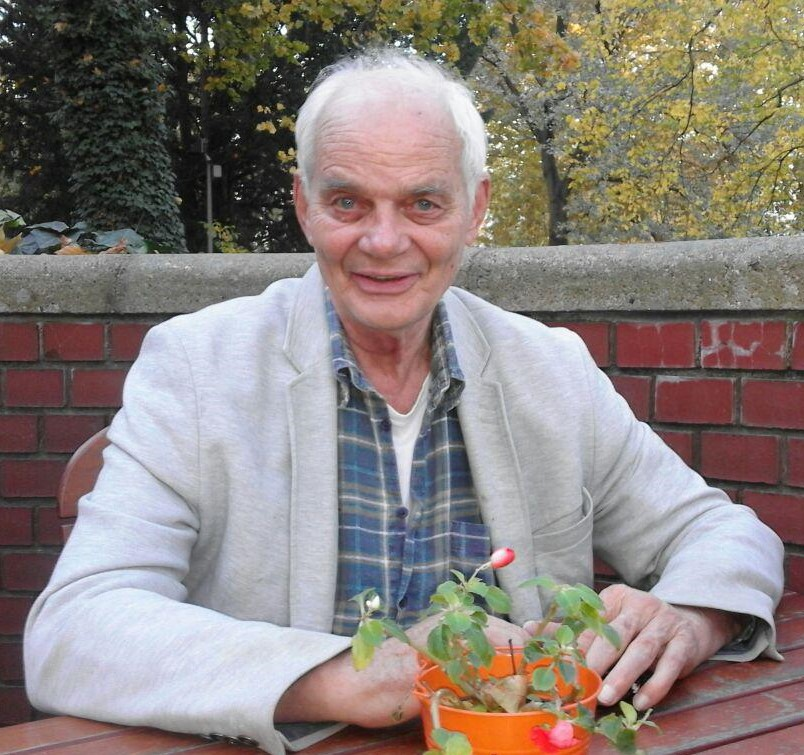
Hockemeyer (2018)

Trutz Hardo, eigentlich Tom Hockemeyer (* 23. April 1939 in Eisenach), ist ein deutscher Autor in den Bereichen Reinkarnation und Esoterik. 1998 wurde er wegen Volksverhetzung in Tateinheit mit Beleidigung und der Verunglimpfung des Andenkens Verstorbener zu einer Geldstrafe verurteilt und die Weiterverbreitung des monierten Buches untersagt.

## Leben
Tom Hockemeyer wurde als zweites von vier Kindern des Apothekers Karl-Ernst Hockemeyer geboren, der in der Nachkriegszeit als Dichter unter dem Pseudonym Molar wirkte. Mit fünf Jahren verlor er laut eigener Aussage 1944 in Thüringen seine Mutter. 1945 zog die Familie von Thüringen in die damaligen Westzonen, wo die Kinder in verschiedenen Internaten und bei Familien unterkamen. Tom Hockemeyer besuchte das Inselgymnasium auf Wangerooge und erhielt dort 1960 die Allgemeine Hochschulreife. 1961 begann er in Berlin Deutsch und Geschichte auf Lehramt zu studieren. Im Dezember 1966 legte er in Berlin das Erste, im Januar 1975 das Zweite Staatsexamen ab.
Seine Weltreisen dokumentierte er in vier Büchern. Seit Dezember 1974 beschäftigt er sich mit Esoterik und Spiritualität.  Ab 2001 veröffentlicht er zumeist über den Verlag Silberschnur.

## Verurteilung wegen Volksverhetzung
1996 veröffentlichte Hockemeyer in einer vierbändigen Romanreihe das Buch Jedem das Seine, mit dessen Titel er sich auf die Beschriftung des Tors des nationalsozialistischen Konzentrationslagers Buchenwald bezog, in der Bedeutung für die Lagerinsassen von „Jedem, was er verdient“. In dem Buch rechtfertigt er den Holocaust, indem er die Verbrechen des Nationalsozialismus durch den esoterischen Wiedergeburtsglauben relativiert. So sei es nicht Adolf Hitler gewesen, der „den Juden das Schicksal der Gaskammer zuerteilt“ hat, sondern „jene haben es sich selbst ausgesucht“. Dabei sei der Führer „nur der Vollstrecker ihres Willens“ gewesen.  Auschwitz und der Holocaust seien das „vorherbestimmte Schicksal der Juden“ und eine „gerechte Sühne für begangene Untaten im  früheren Leben“: Die ermordeten Juden hätten ihr Schicksal ausgesucht, da sie sich in früheren Leben zumeist als Nichtjuden schuldig gemacht hätten.
1998 wurde Trutz Hardo deshalb vom Amtsgericht Neuwied wegen Volksverhetzung in Tateinheit mit Beleidigung und der Verunglimpfung des Andenkens Verstorbener zu einer Geldstrafe verurteilt. Das Buch wurde im selben Jahr verboten. Am 30. Mai 2000 wurde das Urteil in zweiter Instanz mit kleinen Änderungen bestätigt. Seitdem wird er von Kritikern teilweise als rechtsradikaler Antisemit bezeichnet (z. B. von Jutta Ditfurth). Noch Anfang 2018 bewirbt der Autor das Werk im Rahmen seines Webauftrittes, allerdings mit dem Hinweis „in Deutschland wegen Bezug des Karmagesetz auf den Holocaust verboten!“
Am 8. Dezember 2005 trat Hardo im RBB-Magazin Polylux auf. Helmut Lehner, der Leiter des Programmbereichs Film und Unterhaltung beim RBB, entschuldigte sich daraufhin bei der jüdischen Gemeinde für die Ausstrahlung. Im Mai 2006 veröffentlichte Hardo als „Experte“ einen Esoterik-Test in der Bildzeitung. Nach Protesten erklärte die Redaktion, nichts von seiner Verurteilung wegen Volksverhetzung gewusst zu haben, und kündigte an, künftig „nie wieder über diesen Mann (zu) berichten“.

## Schriften
Sachbücher
- Reinkarnation aktuell: Kinder beweisen ihre Wiedergeburt. 1.  Auflage. Silberschnur, Güllesheim 2000, ISBN 3-931652-59-9.
- Entdecke deine früheren Leben. 4. überarb. & erw. Neuaufl. Auflage. Silberschnur, Güllesheim 2009, ISBN 978-3-89845-283-0.
- Reinkarnation: Frühere Leben & ihre Wirkung; Glaube oder Realität? 1.  Auflage. Silberschnur, Güllesheim 2010, ISBN 978-3-89845-291-5.
- Rückführung als Lebenshilfe. 1.  Auflage. Silberschnur, Güllesheim 2010, ISBN 978-3-89845-315-8.
- Leiden heißt nicht wissen: Heilung durch Rückführung. 1.  Auflage. Silberschnur, Güllesheim 2011, ISBN 978-3-89845-340-0.
- Geschichte der Reinkarnation. 1.  Auflage. Silberschnur, Güllesheim 2012, ISBN 978-3-89845-349-3.
- Wiedergeburt – die Beweise … und die Bedeutung für ein neues Bewusstsein. 2., überarb. und um neue Fälle erw. und aktualisierte Auflage. Silberschnur, Güllesheim 2012, ISBN 978-3-89845-352-3.
- Hab keine Angst vor dem Tod: Was die Forschung herausgefunden hat. 1.  Auflage. Silberschnur, Güllesheim 2013, ISBN 978-3-89845-397-4.
- Karma und seine Gesetze. 1.  Auflage. Silberschnur, Güllesheim 2013, ISBN 978-3-89845-416-2.
- Frei von Ängsten und Phobien: Ursachen aufdecken und auflösen; Rückführung als neuer Weg in der Angsttherapie. 1.  Auflage. Silberschnur, Güllesheim 2014, ISBN 978-3-89845-447-6.
- Ich hab schon mal gelebt!: Kinder beweisen ihre Wiedergeburt. 1.  Auflage. Silberschnur, Güllesheim 2014, ISBN 978-3-89845-430-8.
- Fit für ein spirituelles Leben: Inklusive Meditations-CD! 1.  Auflage. Silberschnur, Güllesheim 2015, ISBN 978-3-89845-314-1.
- Die Insel des Lichts: Drei geführte Meditationen. Silberschnur, Güllesheim 2015, ISBN 978-3-89845-477-3.
- Das Phänomen des Zufalls: Die Signale des Lebens entschlüsselt. 1.  Auflage. Silberschnur, Güllesheim 2016, ISBN 3-89845-524-6.
- Das große Handbuch der Reinkarnation: Heilung durch Rückführung. 5. überarbeitete Neuausgabe Auflage. Silberschnur, Güllesheim 2017, ISBN 3-89845-549-1.
- Erlebe dein Jenseits: Einblick in vergangene Leben und jenseitige Erfahrungen. 1.  Auflage. Silberschnur, Güllesheim 2017, ISBN 3-89845-571-8.
- Liebe aus karmischer Sicht. 1.  Auflage. Silberschnur, Güllesheim 2017, ISBN 3-89845-542-4.
- Das große Karmahandbuch: Wiedergeburt und Heilung. 4.  Auflage. Silberschnur, Güllesheim 2018, ISBN 3-89845-585-8.
- Eine Chance für jede Beziehung: Rückführung als eine neue Form der Paartherapie. 1.  Auflage. Silberschnur, Güllesheim 2018, ISBN 3-89845-594-7.

Romane
- Der blinde Dichter: Roman. 2.  Auflage. Tredition, Hamburg 2016, ISBN 978-3-7345-1253-7.
- Molar – oder – Höhenflug eines gefalterten Vordichters. Ein Farbroman (= Molar Siebenfarbromane. Band 1). 1.  Auflage. Silberschnur, Güllesheim 1985, ISBN 3-923781-04-0.
- Lilia. Ein Farbroman (= Molar Siebenfarbromane. Band 2). 1.  Auflage. Silberschnur, Güllesheim 1993, ISBN 3-923781-70-9.
- Jedem das Seine. Ein Farbroman (= Molar Siebenfarbromane. Band 3). 1.  Auflage. Silberschnur, Güllesheim 1996, ISBN 3-931652-00-9 (in Deutschland wegen Bezug des Karmagesetzes auf den Holocaust verboten; vgl. Verurteilung wegen Volksverhetzung).
- Maria. Ein Farbroman (= Molar Siebenfarbromane. Band 4). 1.  Auflage. Silberschnur, Güllesheim 2002, ISBN 3-89845-018-X.

Reiseberichte
- Mörder im Taxi: Erlebnisse eines Taxifahrers. 2.  Auflage. Tredition, Hamburg 2016, ISBN 978-3-7345-1256-8.
- Per Anhalter um die Welt: Das große Abenteuer – Weltreise Teil I. Tredition, Hamburg 2016, ISBN 3-7345-1224-7.
- Per Anhalter um die Welt: Das große Abenteuer – Weltreise Teil II. Tredition, Hamburg 2016, ISBN 3-7345-1227-1.
- Reise zu den Geistern Afrikas: Von Tunesien bis Kenia. Weltreise Teil III. Tredition, Hamburg 2016, ISBN 3-7345-1230-1.
- Reise ins spirituelle Afrika: Von Zentralafrika bis Südafrika. Weltreise Teil IV. Tredition, Hamburg 2016, ISBN 3-7345-1233-6.

## CDs
- Erfahre deine früheren Leben, ISBN 3-931652-28-9.
- Meine Schönen Leben, ISBN 978-3-931652-60-9.
- Meine Leben im anderen Geschlecht, ISBN 978-3-931652-61-6.
- Meine spirituellen Leben, ISBN 978-3-931652-84-5.